# La Vallée (film)
La Vallée è un film del 1972 prodotto e diretto da Barbet Schroeder.
A differenza del precedente film di Schroeder, More (1969), La Vallée non fu mai distribuito nelle sale italiane, né doppiato in italiano. Come già in More, anche per questo film il regista commissionò la colonna sonora ai Pink Floyd.

## Trama
Viviane, moglie del console di Francia a Melbourne, è una giovane donna ricca ed annoiata in visita in Nuova Guinea alla ricerca di oggetti esotici o locali – specialmente piume di uccelli rari – che poi rivende ad una boutique di Parigi, aggirando i divieti locali sull'esportazione di tali merci anche grazie alla posizione diplomatica del consorte.
Durante il soggiorno Viviane si imbatte per caso in Olivier, un giovane hippie col quale ben presto intreccia una relazione. La donna, attratta dalla possibilità di procurarsi le piume di un rarissimo uccello, accetta di unirsi a Olivier e ai suoi compagni (due ragazze, un bambino e l'enigmatico leader Gaétan) nella loro spedizione la cui meta finale sarebbe una valle inesplorata che non compare in nessuna mappa moderna, perché costantemente coperta di nubi: il Paradiso, secondo Gaétan.
Lungo il viaggio Viviane lascerà da parte il suo scopo iniziale, accetterà gradualmente la filosofia di vita degli hippie, ivi compresi la libertà sessuale e l'uso di droghe psichedeliche, e finirà per integrarsi completamente nel gruppo e nello spirito della spedizione, al punto di scegliere di seguire i suoi nuovi compagni sino a destinazione, anche a costo di non far più ritorno.
A metà strada, i sei protagonisti soggiornano a lungo presso la tribù indigena Mapuga, presenziando ai loro rituali al fine di prepararsi all'ultima e più estenuante parte del loro viaggio, che solo dopo ulteriori traversie li vedrà giungere, ormai stremati e senza più scorte di cibo, alla loro meta.

## Colonna sonora
La colonna sonora fu scritta ed eseguita dai Pink Floyd, la cui musica tuttavia ha una presenza minima nel corso dell'intero film: non più di qualche secondo per ciascun brano, eccetto che nella sequenza dei titoli di testa e negli ultimi cinque minuti circa. I brani scritti dai Pink Floyd per la colonna sonora furono raccolti nel loro album Obscured by Clouds, il cui titolo ("Coperto da nubi") fa riferimento alla trama del film.